# Borsuki (gmina)
Borsuki – dawna gmina wiejska istniejąca do 1933 roku w woj. wołyńskim (obecnie na Ukrainie). Siedzibą gminy były Borsuki.
W okresie międzywojennym gmina Borsuki należała do powiatu krzemienieckiego w woj. wołyńskim. 1 października 1933 roku gmina została zniesiona; część jej obszaru włączono do gmin Łanowce i Wiśniowiec a z części utworzono nową gminę Katerburg.